# 岩見三内郵便局
岩見三内郵便局（いわみさんないゆうびんきょく）は秋田県秋田市河辺三内にある郵便局。民営化前の分類では無集配特定郵便局であった。

## 概要
住所：〒019-2742 秋田県秋田市河辺三内字外川原119-1

## 沿革
- 1901年（明治34年）2月1日 - 河辺郡岩見三内村大字岩見に岩見郵便局（三等）として開設[1][2]。同日、貯金取扱を開始。
- 1916年（大正5年）4月1日 - 府県税納入振替貯金特別取扱を開始[3]。
- 1918年（大正7年）7月12日 - 河辺郡岩見三内村外川原に局舎を新築、移転[4]。
- 1928年（昭和3年）
  - 4月7日 - 火災により局舎類焼[5]
  - 6月29日 - 木造2階建で局舎新築[5]。
- 1933年（昭和8年）4月1日 - 岩見三内郵便局に改称[6]。
- 1935年（昭和10年）
  - 5月6日 - 電話規則による電話事務を開始[7]。
  - 6月25日 - 電信および電話通話事務並びに電話交換業務を開始[8]。
- 1972年（昭和47年）12月6日 - 電話交換業務を秋田電報電話局に移管[9]。
- 2005年（平成17年）1月11日  - 行政区画変更に伴い、住所が秋田市河辺三内字外川原143-1となる。
- 2007年（平成19年）
  - 3月5日 - 和田郵便局へ集配業務を移管[10]。郵便番号を〒019-2799から〒019-2742に変更。
  - 10月1日 - 民営化。
- 2012年（平成24年）10月1日 - 日本郵便株式会社発足。
- 2014年（平成26年）12月15日 - 秋田市河辺三内字外川原143-1から、同市河辺三内字外川原119-1に局舎を新築、移転[11]。

## 取扱内容
- 郵便、印紙、ゆうパック、国際郵便
- 貯金、為替、振替、振込、国債
- 生命保険、バイク自賠責保険、がん保険
- ゆうちょ銀行ATM

## 周辺
- 秋田県道308号河辺阿仁線
- 秋田市河辺市民サービスセンター岩見三内連絡所
- 秋田市河辺岩見三内地区コミュニティセンター
- 秋田市立岩見三内小学校中学校
- 岩見川

## アクセス
- 秋田中央交通バス 岩見三内連絡所停留所下車
- 秋田自動車道 秋田南ICから、国道13号 - 秋田県道308号河辺阿仁線経由、約15km
- 駐車場あり：5台